# Devil Doll
Devil Doll é um filme britânico de 1964, do gênero terror, dirigido por Lindsay Shonteff. Os papéis principais foram interpretados por Bryant Haliday, William Sylvester e Yvonne Romain.

## Elenco
- Bryant Haliday
- William Sylvester
- Yvonne Romain – Marianne Horn
- Sandra Dorne – Magda
- Nora Nicholson – Tia Eva
- Alan Gifford – Bob Garrett
- Karel Stepanek – Dr. Heller
- Francis De Wolff – Dr. Keisling